# Metacrambus carectellus
Metacrambus carectellus là một loài bướm đêm trong họ Crambidae.